# 姚内斌
姚 内斌（よう だいひん、911年 - 974年）は、北宋の軍人・政治家。本貫は平州盧龍県。

## 経歴
契丹に仕えて関西巡検・瓦橋関使となった。後周の顕徳6年（959年）、趙匡胤の率いる後周軍が北征して瓦橋関を攻撃したとき、内斌は兵500人を率い関門を開いて後周に降伏した。内斌は汝州刺史に任じられた。離任のさいには、汝州の官吏や民衆が宮殿を訪れて留任を請願した。
宋の建隆元年（960年）、内斌の本名が宣祖趙弘殷の諱の下一字を犯していたため、内斌と改名した。李筠の乱の鎮圧に従軍し、虢州刺史となった。慶州刺史・青白両池榷塩製置使に任じられた。慶州にあること十数年、西夏も国境を侵犯しようとせず、「姚大蟲」と号されて武勇をたたえられた。
かつて内斌が契丹から降ったとき、かれの妻子はみな契丹にいた。乾徳4年（966年）、子の姚承讃がひそかに幽州から宋に帰順してきた。乾徳5年（967年）、幽州の民の田光嗣らが内斌の子女6人を連れて宋に逃亡してきた。子どもたちは趙匡胤に衣服や金銭を与えられて慶州の内斌のもとに送り届けられた。開宝4年（971年）、内斌は召還されて開封に帰京した。
開宝7年（974年）春、突然の病のために死去した。享年は64。

## 子女
- 姚承讃（供奉官・閤門祗候、戦没した）
- 姚承鑑（殿中丞）

## 伝記資料
- 『宋史』巻273 列伝第32